# ゴザルド
ゴザルド（伊: Gosaldo）は、イタリア共和国ヴェネト州ベッルーノ県にある、人口約500人の基礎自治体（コムーネ）。

## 地理

### 位置・広がり

#### 隣接コムーネ
隣接するコムーネは以下の通り。括弧内のTNはトレント自治県（トレンティーノ＝アルト・アディジェ州）所属を示す。
- チェジオマッジョーレ
- プリミエーロ・サン・マルティーノ・ディ・カストロッツァ (TN)
- リヴァモンテ・アゴルディーノ
- サグロン・ミス (TN)
- セーディコ
- ソスピローロ
- タイボーン・アゴルディーノ
- ヴォルターゴ・アゴルディーノ

### 気候分類・地震分類
気候分類では、zona F, 4622 GGに分類される。
また、イタリアの地震リスク階級 (it) では、zona 2 (sismicità media) に分類される。

## 行政

### 分離集落
ゴザルドには、以下の分離集落（フラツィオーネ）がある。
- Villa Sant'Andrea, Forcella Aurine, Don (sede comunale), Sarasin, Tiser, Lambroi, Pongan, Renon, Curti, Le Feste, Coltamai-Ren, Pette, Bezzoi, Zavat, Masoch, Stalliviere

## 姉妹都市
- Saint-Marcel-Bel-Accueil、フランス 2011年